# Boulevard de la Marne (Toulouse)
Pour les articles homonymes, voir Boulevard de la Marne.
Le boulevard de la Marne (en occitan : baloard de la Marna) est une voie de Toulouse, chef-lieu de la région Occitanie, dans le Midi de la France.

## Situation et accès

### Description
Le boulevard de la Marne est une voie publique. Il se trouve dans le quartier de Sauzelong.
La chaussée compte une voie de circulation automobile dans chaque sens. Elle appartient à une zone 30 et la vitesse y est limitée à 30 km/h.

### Voies rencontrées
Le boulevard de la Marne rencontre les voies suivantes, d'ouest en est (« g » indique que la rue se situe à gauche, « d » à droite) :
1. Pont des Demoiselles (g)
2. Avenue Paul-Crampel (d)
3. Avenue du Maréchal-Foch (d)
4. Rue Édouard-Baudrimont (d)
5. Rue Alfred-de-Vigny (d)
6. Rue Jean-Duplessis (d)
7. Passerelle Albert-Viala (g)
8. Rue du Midi (d)
9. Avenue Albert-Bedouce (d)
10. Rue Paul-Éluard (d)

## Odonymie
Le boulevard de la Marne a reçu ce nom en 1930, en hommage aux deux batailles de la Marne, livrées lors de la Première Guerre mondiale : la première, au mois de septembre 1914, et la seconde, entre mai et août 1918. Par ailleurs, il existait à la même époque, dans le bas du quartier de la Côte-Pavée, une rue de la Marne, devenue en 1936, afin d'éviter les confusions, la rue Guglielmo-Marconi. 

## Patrimoine et lieux d'intérêt

### Canal du Midi
Patrimoine mondial (1996).
Le boulevard de la Marne longe le canal du Midi. La première partie du canal, entre la Garonne, à Toulouse, et le seuil de Naurouze, est creusée entre 1667 et 1671. 
Le canal est franchi par plusieurs ponts et passerelle : 
- pont des Demoiselles. 
Le premier pont, caractéristique avec sa forme en dos-d'âne et bâti en brique, est construit vers 1681-1683. Il est alors connu comme le pont de Montaudran, du nom du village auquel il mène. Il est agrandi à deux reprises, au cours du XVIIIe siècle, puis du siècle suivant. En 1910 apparaissent, avec le développement du faubourg du Busca et l'accroissement de la circulation, les premiers projets de reconstruction. En 1970, le pont est démoli et reconstruit sur des poutres de béton. Il compte deux travées, pour une longueur de 40 mètres et une largeur de 30 mètres[3].

- passerelle Albert-Viala. 
La passerelle est construite en 1961, afin de relier l'avenue Albert-Bedouce et le boulevard de la Méditerranée. La passerelle, en béton, est longue de 23 mètres et large de 2 mètres[4]. Elle prend le nom, par décision du conseil municipal du 28 mai 2010, d'Albert Viala (1914-2003)[5], bâtonnier du barreau de Toulouse, président honoraire de la conférence des bâtonniers et secrétaire perpétuel de l'académie de législation.

### Serres municipales
no  19 :  Inscrit MH (1987). 
Les serres municipales sont construites dans la deuxième moitié du XIXe siècle. Elles se trouvaient, à l'origine, dans le Jardin des Plantes. En 1877, l'entrepreneur Pommard réalise une première rotonde, complétée par en 1893 par de nouvelles serres dues à l'entrepeneur Tartux. En 1902, la création de l'Institut agricole à leur emplacement provoque leur déplacement près du boulevard de la Marne, sur une vaste parcelle de 17550 m². Le sol, argileux et imperméable, servait jusqu'en 1902 de dépôt des vases du canal du Midi. Le terrain est partagé entre les 17 serres, groupées au centre du terrain, et les plantations en plein air. On compte également plusieurs dépendances : bureau, ateliers, écuries, hangars, réserves. 
Les serres les plus anciennes sont représentatives de l'architecture métallique. Les serres de Tartux présentent deux ailes, dont l'une perpendiculaire à la rotonde, et l'autre se terminant par deux hémicycles. L'ensemble est couvert de stores pour abriter l'intérieur du soleil.

### Immeubles et maisons
- no  1 : maison du docteur Girard (1937, Michel Munvez)[9].
- no  7 : maison (années 1930)[10].
- no  20 : maison (1931)[11].
- no  26 : maison (1931)[12].

- no  28 : résidence La Pléiade. 
La résidence, destinée aux étudiants, est construite entre 1970 et 1971 par l'architecte de l'Atelier technique d'architecture de Biarritz, André Soussan[N 1],[13]. Elle se compose de deux bâtiments, disposés au cœur d'une parcelle triangulaire, limitée par le boulevard de la Marne, la rue du Midi et la rue Jean-Duplessis. Le bâtiment principal compte 220 studios pour loger les étudiants. De plan circulaire, il se développe sur sept étages. La distribution s'effectue par le noyau central de 8,40 mètres de diamètre, où se trouvent deux escaliers, deux ascenseurs et les vide-ordures. À chaque étage, un couloir intérieur dessert 28 studios. Le deuxième bâtiment, également de plan circulaire, est construit sur pilotis et s'élève sur deux étages. Un escalier extérieur donne accès au 1er étage, dévolu au foyer. Au 2e étage se trouvent dix chambres supplémentaires[14].